# Công ty truyền thông
Công ty truyền thông, hay còn gọi là cơ quan truyền thông hoặc đơn vị truyền thông, chuyên tư vấn cho các doanh nghiệp nên quảng cáo như thế nào và làm ở đâu cũng như làm thế nào để đại diện cho một hình ảnh tích cực của chính mình trước công chúng. Các dịch vụ cơ bản bao gồm: quảng cáo, quan hệ công chúng và các hình thức quản trị truyền thông khác.
Các công ty truyền thông trước tiên hoạt động tập trung chủ yếu như là nơi giao dịch không gian truyền thông hiệu quả hơn các công ty quảng cáo chính quy vốn trước đó quản lý quá trình media buying. Một đơn vị truyền thông đảm bảo chắc chắn rằng thông điệp marketing có sức lôi cuốn đối với khách hàng, xuất hiện đúng lúc đúng chỗ và nhà quảng cáo trả tiền cho giá cả phải chăng nhất có thể.
Có nhiều trường hợp, chủ yếu là trong các tập đoàn lớn, nơi mà các đơn vị truyền thông và sáng tạo được đặt dưới cùng một mái nhà, tuy nhiên báo cáo kết quả kinh doanh của họ thường là riêng biệt.